# ORDVAC

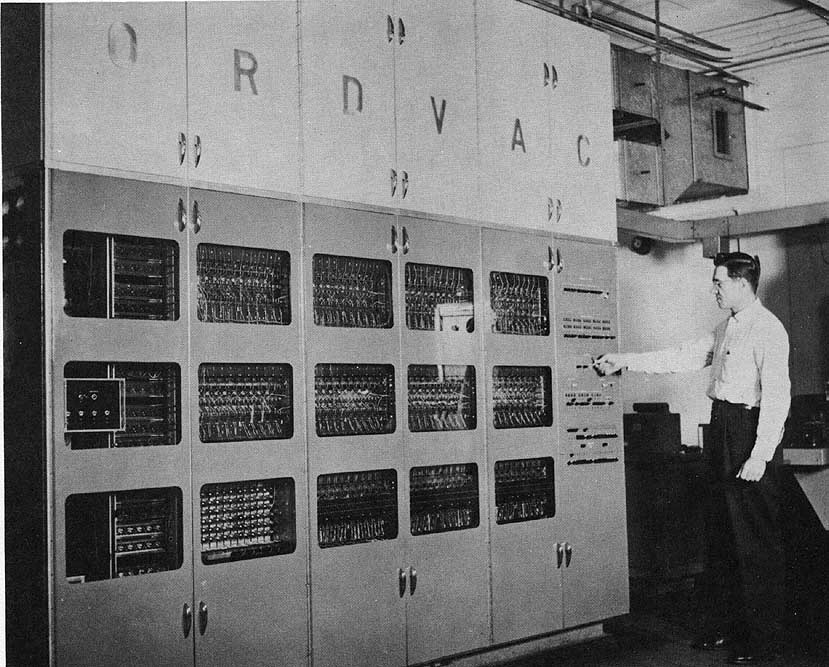
ORDVAC

La ORDVAC o Ordnance Discrete Variable Automatic Computer fue la primera computadora construida por la Universidad de Illinois para el Ballistic Research Laboratory en Aberdeen Proving Ground. Estaba basado en la arquitectura IAS desarrollada por John von Neumann, que fue conocida como la Arquitectura de von Neumann. La ORDVAC fue la primera computadora en tener un compilador. Empezó a funcionar en la primavera de 1951 en Aberdeen Proving Ground en Maryland. Estaba diseñada para calcular trayectorias balísticas para el Ejército de Estados Unidos.
A diferencia de otras computadoras de su época, la ORDVAC y la ILLIAC I eran gemelas y podían intercambiar programas entre sí. La computadora SILLIAC fue una copia de la serie ORDVAC/ILLIAC. J. P. Nash, de la Universidad de Illinois, fue el diseñador de la ORDVAC y su copia. La ILLIAC fue renombrada más tarde con el nombre de ILLIAC I. Donald B. Gillies colaboró en la puesta en marcha de la ORDVAC en Aberdeen Proving Ground. Después, la ORDVAC fue trasladada a Aberdeen, donde era usada de forma remota a través del teléfono ocho horas cada noche. Fue uno de los primeros ordenadores usados de forma remota.
La ORDVAC tenía en su interior 2178 tubos de vacío, su tiempo de suma era de 72 microsegundos y su tiempo de multiplicación era de 732 microsegundos. Su memoria principal tenía 1024 palabras de 40 bits cada una, almacenadas con Tubos Williams. Era una máquina asíncrona, lo que significa que no estaba regulada por un reloj central: cada instrucción empezaba cuando acababa la anterior.
ORDVAC y su sucesora en Aberdeen Proving Ground, BRLESC, usaron su propia notación hexadecimal y universalizaron la secuencia A B C D F, pero designaban a los números del 10 al 15 con la secuencia K S N J F L (King Sized Numbers Just for Laughs, "Números tamaño grande para reírse"), correspondientes a los caracteres de la teleimpresora en la cinta perforada de 5 pistas.

## Montaje
Cuando la ORDVAC fue terminada y probada en la universidad de Illinois, fue desmontada y montada posteriormente en Aberdeen Proving Ground. Tres miembros de la universidad (incluyendo a Sylvian Ray y Abe Taub) viajaron a Maryland para ayudar a montarla y realizar las pruebas de validación durante una semana, aunque pensaban que tardarían más de un mes. Cuando algunos oficiales militares fueron a controlar el progreso del armado del Ordvac, preguntaron "¿quién está a cargo aquí?", y les respondieron "Es el tipo que sostiene la escoba", debido a que Abe Taub (el jefe del DCL) siempre barría después de hacer su trabajo.